# Ceolwulf di Northumbria
Ceolwulf (... – Lindisfarne, 764-765) regnò sulla Northumbria dal 729 al 737, tranne che in un breve periodo nel 731 o 732, quando fu deposto. Dopo essere stato rimesso quasi subito sul trono, abdicò, entrando in monastero a Lindisfarne.

## Biografia
Fu adottato come erede dal suo predecessore e lontano cugino Osric. Ceolwulf era fratello di Coenred e fu il secondo appartenente ai Leodwaldingi a regnare sulla Northumbria. Dopo l'estinzione della linea principale degli Eoppingi con la morte di Osric o (se quest'ultimo non apparteneva alla linea principale) di Osred figlio di Aldfrith, il regno entrò in un lungo periodo di conflitto e di instabilità, che terminò con la sua distruzione nell'867 da parte dei vichinghi.
Ceolwulf sarebbe stato deposto nell'autunno del 731 o del 732, ma fu rimesso poco dopo sul trono: non si conoscono i dettagli di quanto accadde. Probabilmente poco dopo abdicò spontaneamente e si fece monaco a Lindisfarne (737). A lui successe nel 737 il cugino Eadberht. Sarebbe morto nel 760 o nell'inverno del 764–765.
A lui (gloriosissimo regi Ceoluulfo) Beda il Venerabile dedicò la sua Historia ecclesiastica gentis Anglorum.

## Culto
Il suo corpo dopo qualche tempo fu traslato a Norham a cura del vescovo Ecgred; il cranio invece fu portato a Durham nella chiesa di San Cutberto.
La sua festa si celebra il 15 gennaio.